# 삼소 (고려)
삼소(三蘇)는 고려 중기 무신발호기에 개경의 지덕을 연장시키고 비보(裨補)하기 위하여 개경 부근 세곳에 연기궁(延基宮)을 지어 순주케 한 것을 말한다. 명종(明宗) 때에 도참가의 건의에 따라 좌소(左蘇)를 장단(長湍) 백악산(白岳山)에, 우소(右蘇)를 풍덕(豊德)의 백마산(白馬山)에, 북소(北蘇)를 신계(新溪)의 기달산(箕達山)에 설치한 것이 처음이요, 공민왕 때에는 평양·금강산·충주 등을 3소로 삼으려 한 일이 있으며 우왕 때에는 북소로의 천도설까지 등장한 적이 있었다.